# Seweryn Goszczyński
Seweryn Goszczyński (4. listopadu 1801, Ilińce, dnes Ukrajina – 25. února 1876, Lvov, dnes Ukrajina) byl polský básník, prozaik a literární kritik období romantismu, jeden z představitelů tzv. ukrajinské romantické školy, která hojně využívala ukrajinský folklór a témata z její historie.

## Život
Pocházel ze zchudlé šlechtické rodiny. Na studiích v Basilinské škole v Humani se seznámil s Michałem Grabowským a Józefem Bohdanem Zaleským a jejich přátelství se stalo základem tzv. ukrajinské romantické školy. Roku 1820 přišel do Varšavy a vstoupil do tajné organizace Związek Wolnych Polaków. Když vypuklo roku 1821 povstání v Řecku, rozhodl se pomoci řeckým povstalcům a vydal se pěšky na Ukrajinu, aby se dostal do Řecka přes Oděsu. S finančních důvodů však zůstal na Ukrajině, kde organizoval konspirační činnost.

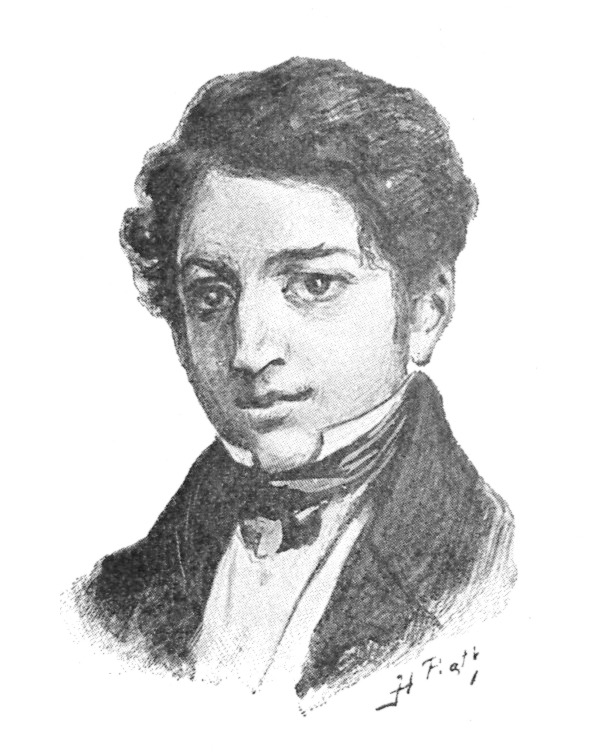
Seweryn Goszczyński

Roku 1830 se zúčastnil listopadového povstání ve Varšavě a po jeho porážce se usadil v Haliči, kde pokračoval v konspiraci a založil spolek Stowarzyszenie Ludu Polskiego. Roku 1832 navštívil Podhalí, Spiš a Tatry. Protože byl neustále pronásledován rakouskou policií (za účast na povstání byl v nepřítomnosti odsouzen k trestu smrti) emigroval roku 1838 do Francie. Zde se seznámil s Mickiewiczem a Słowackým. Pod vlivem mystika a náboženského reformátora Andrzeje Towiańského vstoupil do jeho sekty Kolo boží věci (Koło Sprawy Bożej) a na delší čas nechal psaní i politické činnosti. Žil v bídě a během Pařížské komuny téměř zemřel hlady.
Ve svých verších spojoval revoluční radikalismus s osobním pesimismem. Inspiroval se především ukrajinským folklórem a jako jeden z prvních uvedl do polské poezie tatranskou přírodu a lid. Požadoval, aby literatura byla založena na národních a lidových tradicích, a z toho hlediska podrobil ostré kritice dílo Aleksandra Fredra, což je považováno za jednu z příčin odmlčení tohoto dramatika.
Roku 1872 se za pomoci svých přátel vrátil do Polska a usadil se ve Lvově, kde také roku 1876 zemřel. Pohřben byl na Lyčakovském hřbitově ve Lvově.

## Výběrová bibliografie

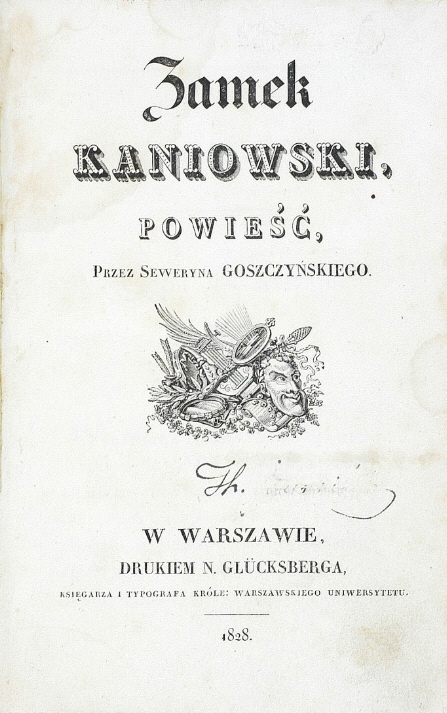
Zamek kaniowski (1828)

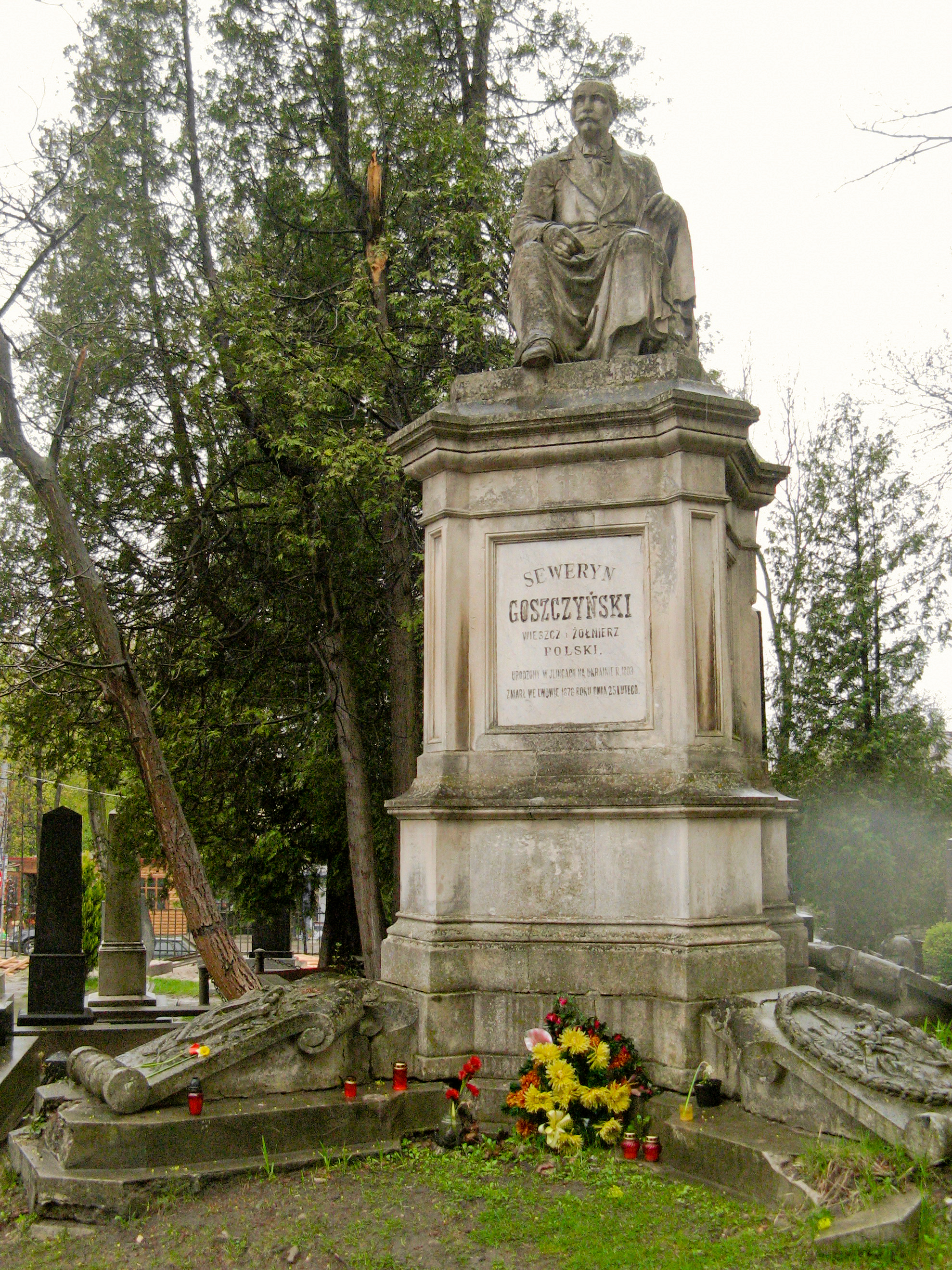
Básníkův hrob ve Lvově

- Zamek kaniowski (1828, Zámek Kaňovský), básnická povídka vykazující rysy frenerické literatury. Děj je inspirován hajdamáckým povstáním z roku 1768 a odehrává se v Kaňově na Ukrajině. Obsahuje jednak vylíčení hrůzných a krvavých událostí, jednak lyrický obraz nespoutané přírody.[4]
- Pobudka (1831, Výzva, sbirka básní.[1]
- Sobótka (1834, Svatojánská noc), báseň.[1]
- Nowa epoka poezii polskiéj (1835, Nová epocha polské poezie), pojednání, ve kterém formuloval své názory na literaturu a podrobil kritice dílo dramatika Aleksandra Fredra.[1]
- Trzy struny (1840, Tři struny), rozšířené vydání sbírky básní Pobudka.[3]
- Król zamczyska (1842, Král rozvalin), gotický román o muží jménem Jan Machnicki, který se pomátl z žalu nad tragédií svého národa. Román se odehrává v okolí Krosna, v tajmné zřícenině hradu v Odrzykoni, která je symbolem pádu Polska.[5]
- Dziennik podróży do Tatrów (1853, Deník z cesty do Tater). Deník byl napsán roku 1832, během cesty básníka do Podhalí, Spiše a Tater. Byly z něho publikovány různé fragmenty, v celku byl vydán až v Petrohradě roku 1853. Obsahuje romantické popisy horských oblastí a lidí žijících v nich, s důrazem na jejich lásku ke svobodě.[6]
- Noc belwederska (1869, Belvederská noc), vzpomínky na útok revolucionářů na zámek Belveder, sídlo nejvyššího velitele polské armády Konnstantina Pavloviče ve Varšavě během listopadového povstání.[1]
- Podróż mojego życia (1924, Cesta mého života), posmrtně vydaný výbor z básníkových vzpomínek.
- Dziennik Sprawy Bożej (1984, Deník věci Boží), posmrtně vydaný dvoudílný soubor autorových vzpomínek.[7]

## Česká vydání
- Zámek Kaňovský: pověst od Severina Goszcyňského, Praha: Přemysl O. Berka 1871, přeložil Přemysl O. Berka.